# Mount Herr
Mount Herr är ett berg i Antarktis. Det ligger i Västantarktis. Inget land gör anspråk på området. Toppen på Mount Herr är 1 730 meter över havet.
Terrängen runt Mount Herr är varierad. Trakten är obefolkad. Det finns inga samhällen i närheten.